# Mormolyce phyllodes
Mormolyce phyllodes ist ein Laufkäfer aus der Tribus Lebiini innerhalb der Unterfamilie Harpalinae. Die Käfer sind zwischen 6 und 10 Zentimeter lang. Die Käfer ähneln einer Violine und heißen im Englischen entsprechend „violin beetle“.

## Aussehen
Dies sehr flachen Käfer haben einen braunen bis schwarzen Körper. Sehr auffällig sind die zwei braunen, flachen, zum Ende hin nach innen gebogenen durchscheinenden Deckflügel. Die langen, dünnen Beine sind schwarz. Kopf und Hals sind flach und länglich. Am Kopfende sitzen 2 sehr, lange fadenförmige Fühler. Die Kiefer der Männchen sind kräftiger als bei den weiblichen Exemplaren dieser Art.

## Verbreitung
Mormolyce phyllodes kommt in den Regenwäldern Südostasiens vor. Das Vorkommen erstreckt sich über die Inseln Sumatra, Java, Borneo und Neuguinea. Ferner kommt die Art in Malaysia und Thailand vor.

## Lebensweise
Die Käfer leben tagsüber unter der sich ablösenden Rinde umgefallener Urwaldbäume. Diese Art ist nachtaktiv. Die Imagines ernähren sich von Regenwürmern, Schnecken sowie Insekten und deren Larven. Die Käfer können bei Bedrohung eine scharf, riechende, ätzende Flüssigkeit absondern, die bei Kleinstlebewesen zur Lähmung führen kann. Diese Flüssigkeit scheiden die Käfer mit Hilfe ihrer Muskeln in Form kleiner Tröpfchen ab. Sie tritt aus einem feinen Kanal am Hinterleib aus. Bei Menschen kann diese Flüssigkeit eine heftige Bindehautentzündung hervorrufen.

## Fortpflanzung
Die Eier legt das Weibchen in die Spalten umgestürzter Bäume. Nach dem Schlupf ziehen sich die Larven in die Pilze des sich zersetzten Stammes zurück. Auch als Larve lebt diese Art räuberisch von kleineren wirbellosen Tieren.

## Bilder

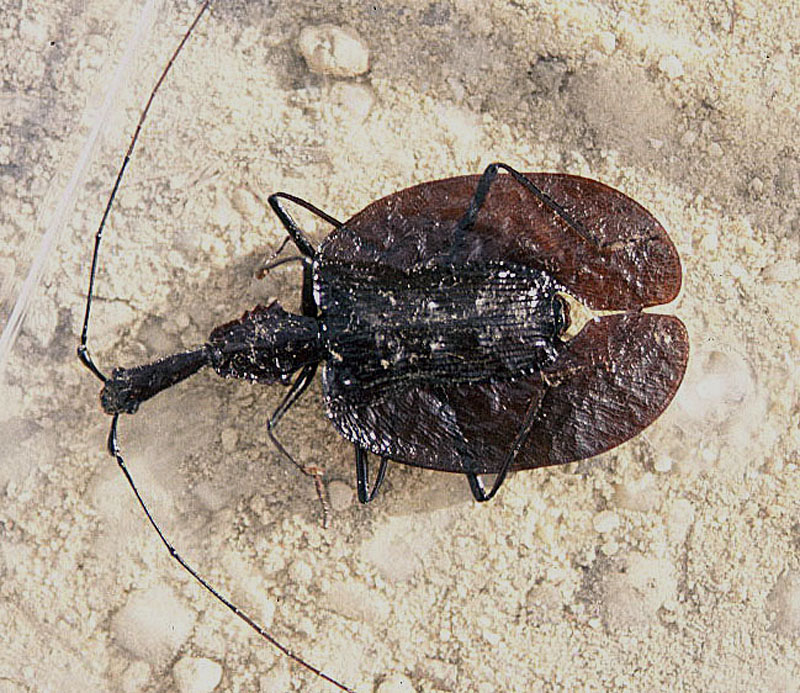
Dorsalansicht
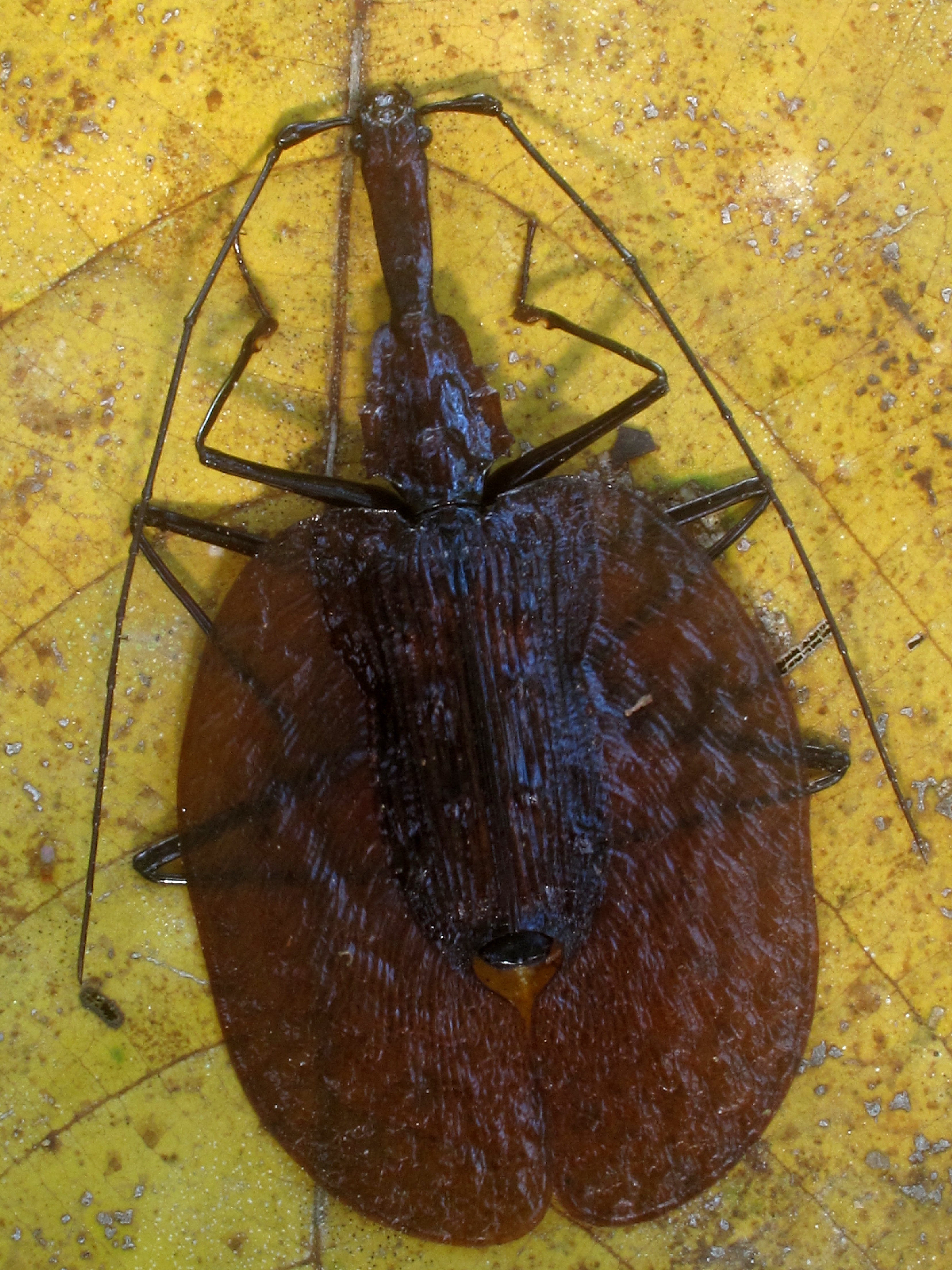
Ventralansicht
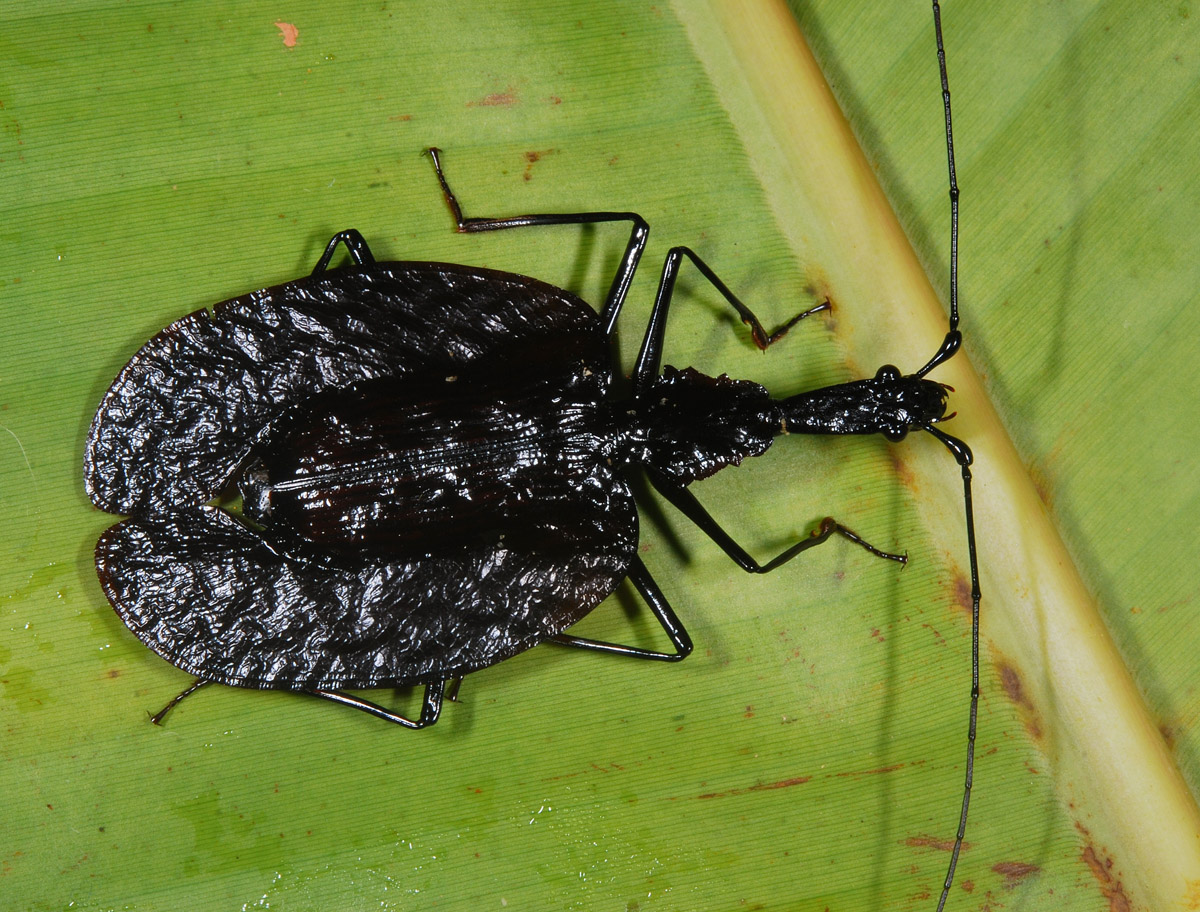
Dunkles Exemplar
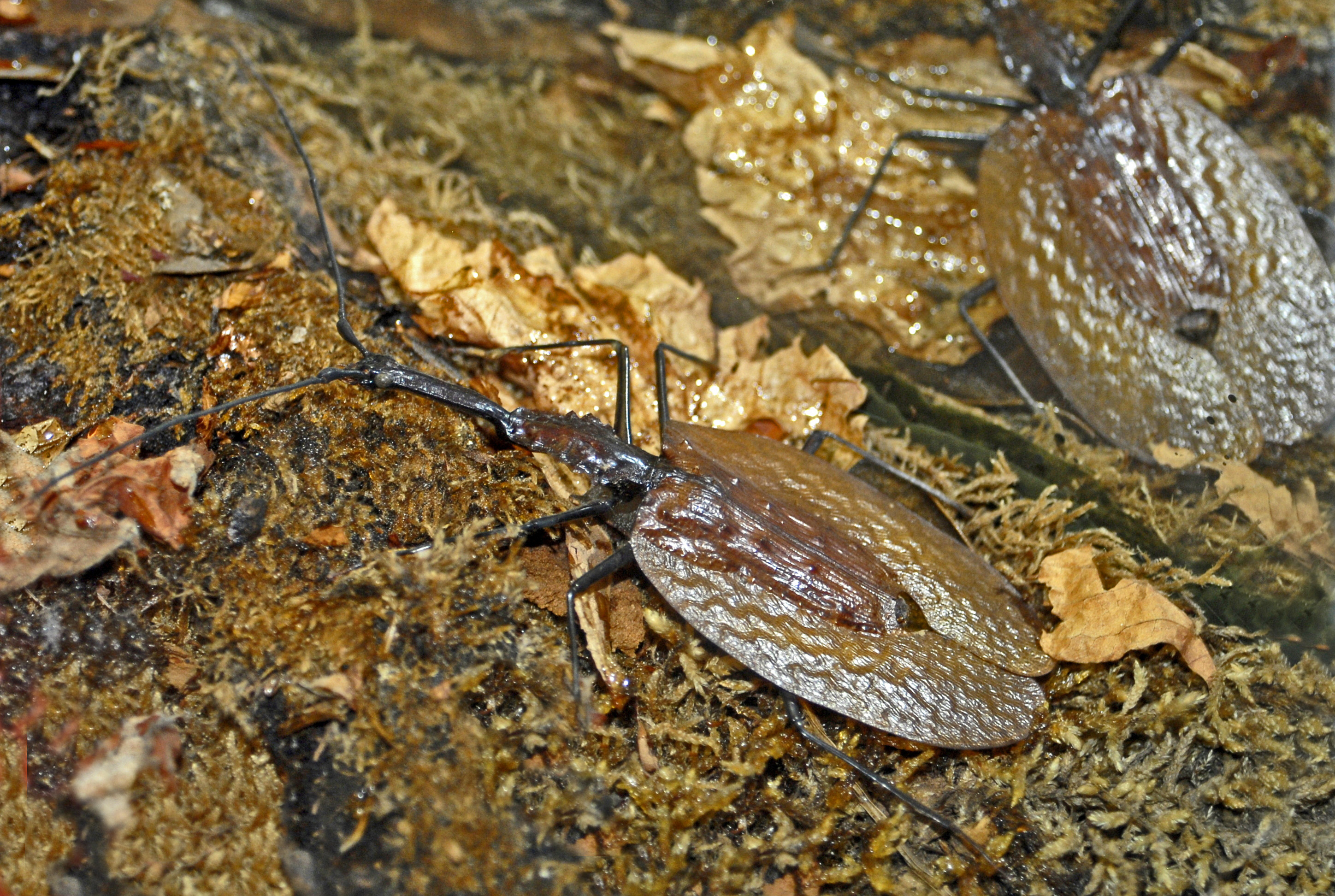
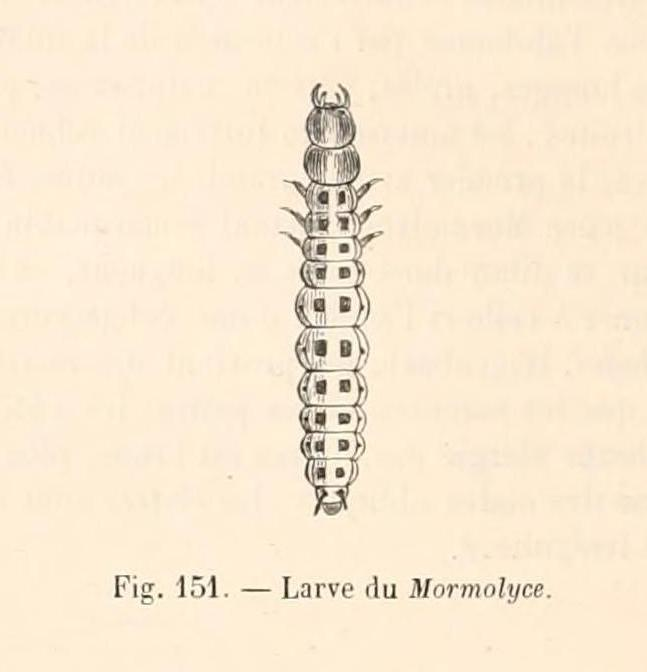
Skizze der Käferlarve